# Ramón Caraballo
Ramón Caraballo Sánchez (nacido el 23 de mayo de 1969 en Río San Juan) es un ex segunda base dominicano que jugó en las Grandes Ligas de Béisbol para dos equipos entre 1993 y 1995. Firmado por los Bravos de Atlanta el 10 de abril de 1988, Caraballo debutó con los Bravos el 9 de septiembre de 1993. Después de pasar una temporada con en el equipo, los Bravos lo enviaron a los Cardenales de San Luis el 28 de noviembre de 1994. En San Luis duró 11 meses ya que fue puesto en la agencia libre el 16 de octubre de 1995. Viendo su carrera en decadencia, Caraballo firmó con los Medias Rojas de Boston el 20 de noviembre de 1995 sin ningún éxito. Terminó con 20 hits, 4 dobles, 1 triple, 2 jonrones, 10 carreras anotadas, 3 impulsadas, promedio de .202 en 40 juegos y 99 veces al bate.